# Palácio Wilson
O Palácio Wilson, um antigo hotel em Genebra na Suíça, sede  do Alto Comissariado das Nações Unidas para os Direitos Humanos, em inglês Office of the United Nations High Commissioner for Human Rights (OHCHR). 
Está situado na margem direita do Lago Léman no cais Wilson, nome dado em homenagem ao presidente americano Woodrow Wilson que teve um papel preponderante na criação, depois da I Guerra Mundial, da Liga das Nações (LDN) durante a Conferência de Paz de Paris em 1919 .

## O Hotel Nacional
A construção do edifício remonta a 1873 segundo um projecto do arquitecto Jacques Élysée Goss  e foi inaugurado em 1875, tendo subido a partir de 1905 grandes alterações e entre elas a instalação de quarto de banho em cada dependência.
Em Setembro de 1920 voltam as obras, mas desta vez, para se transformar o hotel em escritórios e permitir à LDN, que o havia comprado, de aí se instalar. É justamente em 1924 que toma o nome de Palácio Wilson. A LDN ocupará o local até 1936 altura em que se muda para o, então acabado de construir, Palácio das Nações. 

## O Palácio Wilson
A Suíça e o cantão de Genebra compra o edifício para aí instalar as administrações federais e cantonais, em 1966 a Confederação oferece-o ao cantão que o passa cidade (de notar que "Genebra" é ao mesmo tempo: o nome da cidade, a do cantão e a da República que rege o cantão). O palácio é utilizado de diferentes maneiras como a de servir de auditório às novas teorias pedagógicos de Jean Piaget 
Parcialmente destruído por dois incêndios, em 1985 e 1987 é deixado progressivamente ao abandono até que o Conselho Federal se decida a transformá-lo numa Casa do Meio-ambiente.
Em 1997 Kofi Annan faz, logo no primeiro ano como secretário-geral da ONU , um pedido oficial ao Governo Suíço para aí instalar o Alto Comissariado das Nações Unidas para os Direitos Humanos, até aí nas Nações Unidas. A inauguração é celebrada  5 de Junho de 1998 .

### Mapa
- «No GoogleMaps» entrar: Hotel President Wilson, Geneva, Quai Wilson, Genève, Suisse (o Palácio Wilson é o edifício cor-de-rosa ligeiramente recuado)